# Paper
A Paper (magyarul: Papír) az izlandi Svala dala, mellyel Izlandot képviselte a 2017-es Eurovíziós Dalfesztiválon, Kijevben. A dal a RÚV közszolgálati televízió Söngvakeppnin című dalválasztó műsorában nyerte el az eurovíziós indulás jogát. A dal eredeti, izlandi nyelvű címe Ég veit það volt.

## Eurovíziós Dalfesztivál
A dalt az Eurovíziós Dalfesztiválon a május 9-i első elődöntőben adta elő, fellépési sorrendben tizenharmadikként a Moldovát képviselő SunStroke Project Hey Mamma című dala után, és a Csehországot képviselő Martina Bárta My Turn című dala előtt. Az elődöntőben a tizenötödik helyen végzett, így nem jutott tovább a május 13-i döntőbe.
A következő izlandi induló Ari Ólafsson Our Choice című dala volt a 2018-as Eurovíziós Dalfesztiválon.